# George Okill Stuart (fils)
Pour les articles homonymes, voir Stuart.
George Okill Stuart, né le 12 octobre 1807 à York et mort le 5 mars 1884 à Québec, est un homme politique canadien.

## Biographie

### Formation et carrière juridique
Il est le fils de George Okill Stuart, loyaliste et ministre de l'Église d'Angleterre, et de Lucy Brooks. Né à York, il étudie à Kingston. Il déménage ensuite à Québec pour faire l'apprentissage du droit auprès de son oncle James Stuart. Il est admis au barreau en 1830. Il est associé avec son oncle de 1834 à 1838. De 1861 à 1873, il se spécialise en droit maritime au sein du cabinet Stuart and Murphy. Il est conseiller juridique pour la ville de Québec de 1841 à 1843. Il est bâtonnier de 1851 à 1853. En septembre 1855, il devient juge adjoint temporairement à la Cour supérieure du Bas-Canada.

### Carrière politique
Du 11 décembre 1843 au 9 février 1846, il est échevin du quartier Saint-Louis au conseil municipal de Québec. Il est maire de Québec du 9 février 1846 au 11 février 1850. Il est élu député de la Cité de Québec en 1851 à l'Assemblée législative de la province du Canada. Défait en 1854, il est réélu lors de l'élection partielle du 14 avril 1857.

## Hommages
La rue de la Terrasse-Stuart a été nommée en son honneur, en 1984, dans l'ancienne ville de Sillery, maintenant présente dans la ville de Québec.